# 瓦剌歷史年表
西部蒙古部族瓦剌的历史沿革：

## 13-14世纪
成吉思汗统一蒙古，瓦剌在术赤的进攻下不敌，投降大蒙古国。
- 1207年，忽都合别乞率众卫拉特降成吉思汗。
- 1260年，在拖雷家族内战中支持阿里不哥，但1264年被忽必烈击败。
- 1388年，联合也速迭儿夺取蒙古大汗之位。

## 15世纪
明朝初年北元灭亡，瓦剌亦在15世纪的明蒙战争中和明朝作战。
- 1399年曾统领过卫拉特的乌格齐·哈什哈杀死蒙古大汗，瓦剌脱离蒙古本部。
- 永乐十一年（1413年），瓦剌军进驻胪朐河（今克鲁伦河），窥视明朝。明成祖第二次亲征漠北。永乐十二年（1414年）六月初七日，明军在勿兰忽失温（今蒙古国乌兰巴托东南）与瓦剌军三万作战。瓦剌军败逃。瓦剌受到重创，此后多年不敢犯边。
- 正统十四年（1449年），统一蒙古的瓦剌南侵明朝，明英宗朱祁镇北征瓦剌，在今河北省张家口市怀来县境内的土木堡惨败被俘，史称土木堡之变。随后瓦剌进逼京师，明朝在明代宗和于谦的率领下防守北京，取得了京师保卫战的胜利。随后，瓦剌继续在大同、代州、朔州、雁门关、宁夏等地骚扰明朝，最后请和。1453年瓦剌也先称大汗，不久被杀，蒙古再次分裂。
- 15世纪70-80年代，达延汗即位后，他的皇后满都海哈屯摄政遂即征服了卫拉特。瓦剌西迁，和明朝接触较少。弘治十年（1497年），瓦剌进犯赤斤蒙古卫，被明军击败。

## 16世纪
卫拉特完全失去与东蒙古本部抗衡的力量，逐渐西迁，分散在东至坤奎、札布罕河以东一带，西至额尔齐斯河、伊犁河谷，北至唐努山、叶尼塞河上游，南低哈密北山的广阔区域。
- 直到16世纪30年代，卫拉特一些部落首领除与相邻的东蒙古右翼三万户首领小有战端外，再也没有出现过影响到东蒙古局势的联合行动。
- 1552年起土默特俺答汗及其漠南蒙古右翼势力开始了对卫拉特的多次征服战争。
- 1574年，鄂尔多斯布延巴图尔鸿台吉兄弟率兵出击卫拉特，掳掠大量部众。
- 16世纪末，喀尔喀阿巴岱汗等人进攻卫拉特，瓦剌落入喀尔喀阿拉坦汗统治下。

## 17-18世纪
准噶尔、和硕特分别建立汗国，在清朝平定准噶尔战争中灭亡。卡尔梅克迁居伏尔加河流域。
- 四卫拉特摆脱喀尔喀统治，1640年与喀尔喀会盟，制定《喀尔喀·卫拉特法典》。
- 1771年，土尔扈特自俄国返回新疆，投降清廷，卫拉特的单独历史结束。